# Longjumeau
Longjumeau (kiejtése IPA:lɔ̃ʒymo, lon(g)zsümó, kiejtéseⓘ) egy francia város 18 kilométerre délnyugatra Párizstól Essonne megyében, Île-de-France régióban. A Longjumeau-i kanton székhelye és a Longjumeau-i katolikus dékánság központja.
Az Yvette patak völgyében létesített egykori gall–római villa rusticából fejlődött ki, a Párizs–Orléans útvonalon. 1790-től kantonközpont, és később fontos joghatósági szerepe volt Seine-et-Oise megyében. A megye 1968-as felosztása után az újonnan kialakított Essonne megyéhez került, a környező településekkel együtt. Az 1960-as és 1970-es években demográfiai robbanás történt a településen, aminek következtében a lakosság az 1954-es 3637-ről az 1975-ös 18170-re nőtt. Jelenleg Longjumeau egészségügyi központ, kórházzal, magánklinikával, emellett megközelíthető közúton és vasúton is. A lakosság növekedésének gyors üteme a 60-as és 70-es években különösen a város déli lakótelepein éreztette negatív hatását, melynek megújítása jelenleg is folyik.
A város lakosai Longjumelloisnak nevezik magunkat.

## Földrajza

### Elhelyezkedés

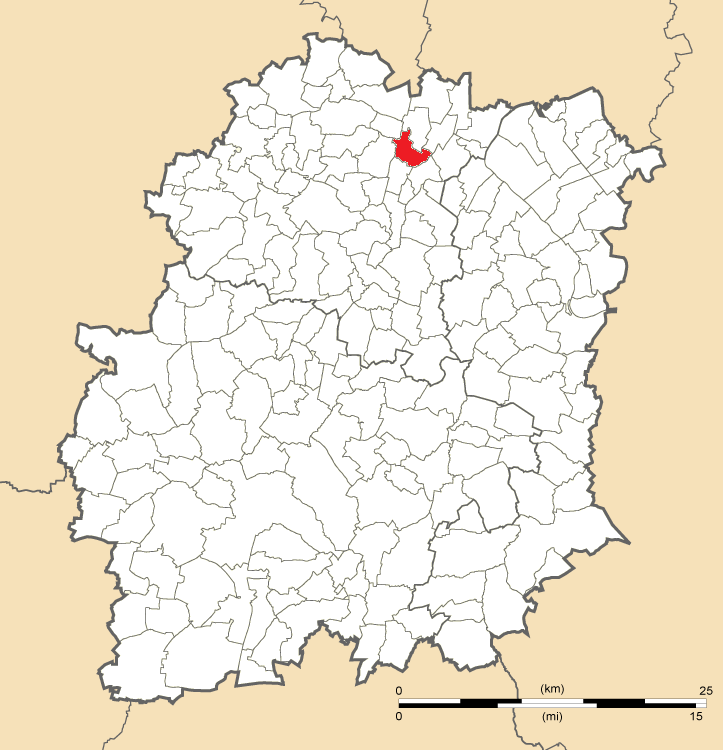
Longjumeau helye Essonne megyében.

Longjumeau egy a párizsi agglomerációba közvetlenül tartozó város, mely Île-de-France régióban helyezkedik el, Essonne megye északi részén. Egykor a Hurepoix régióba tartozott. Területe közelítőleg « L » alakú, mely három kilométer hosszan húzódik 484 hektáros területtel. A Francia Földrajzi Társaság az alábbi koordinátákat adta meg Longjumeau elhelyezkedésére: 48°41'51" északi szélesség és 02°17'49" keleti hosszúság területének középpontja alapján. Területének közel 75%-a városi jellegű, 60% beépített, területének csak 28%-a földterület, melyből 110 hektár a mezőgazdasági föld, főleg a terület középső és keleti részén, valamint 12 hektár erdő a terület délkeleti részén, melyet a Templomosok erdejének (forêt des Templiers) neveznek.
A várost nyugat–keleti irányban keresztezi az Yvette patak, amelybe annak jobb partja felől a város keleti felén (Gravigny és Balizy városrészek között) belefolyik előbb egy holtág, majd a Rouillon csermely. Az Yvette a Saulx-les-Chartreux-i tó mellett halad el, melynek környéke kedvelt kirándulóhelye a környékbelieknek. A város központjától nyugatra halad el az N20-as nemzeti autóút, mely Párizst köti össze Toulouse-zal, Orléans-on keresztül. A várost hasonló módon kerüli ki északkeleti irányban az A6-os autópálya, mely Wissous-ban ágazik el és Párizst köti össze Lyonnal. A városba Champlan irányából érkezik be a D117-es megyei út, mely Épinay-sur-Orge felé folytatódik, miközben áthalad a történelmi városközponton (mely így északnyugat – délkeleti irányultságú), valamit hasonlóan áthalad a városközponton a D118-as megyei út, mely Saulx-les-Chartreux-től Chilly-Mazarin irányába megy, délnyugat – északkelet irányban.
A település területének északi és keleti részén halad át a párizsi „Nagy öv”, mely a párizs körüli külső vasútvonal, mely Versailles-től Juvisy irányában haladt, jelenleg az Île-de-France megyei HÉV C vonala (RER C) használja. Ennek a vonalnak Longjumeau területén két vasútállomása is van, az egyik a Longjumeaui vasútállomás, a másik Gravigny-Balizy vasútállomása. A város viszonylag alacsony fekvése mutatja, hogy egy völgyben fekszik, mely észak felől az Orly-fennsíkkal (a tengerszint feletti magasság a városnak ezen a részén 40 méter), dél felől a Hurepoix-fennsíkkal határos (90 méter). Gravignyvel és Balizyvel együtt Longjumeaunak 11 településrésze van.
A város a párizsi nagy agglomerációban fekszik, ezen agglomeráció széle felé, mintegy 18 kilométerre délnyugatra a párizsi Notre-Dametól, melynél Franciaország 0-s kilométerköve található. Longjumeau 13 kilométerre északnyugatra fekszik Évrytől, négy kilométerre délkeletre Palaiseau-tól, 16 kilométerre északnyugatra Corbeil-Essonnes-tól, 31 kilométerre északkeletre Étampes-tól, 6 kilométerre északkeletre Montlhérytől, 12 kilométerre északkeletre Arpajontól és 24 kilométerre északnyugatra La Ferté-Alais-tól, 28 kilométerre északkeletre Dourdantól és 35 kilométerre északnyugatra Milly-la-Forêt-tól.

### Vízrajz

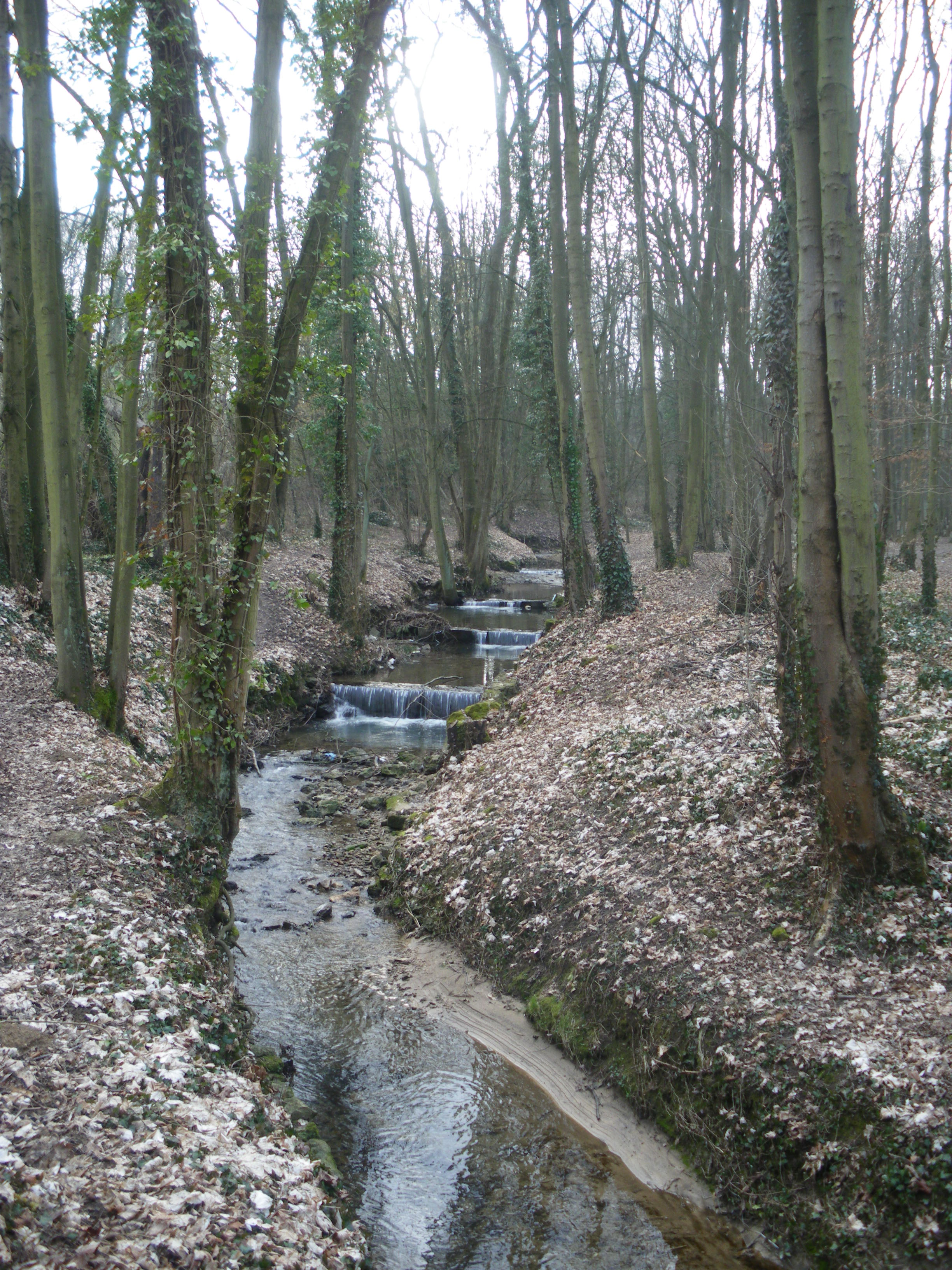
A Rouillon patak a templomosok erdejében.

Longjumeau városa az Yvette völgyének szélén fekszik, kicsivel az Orge-zsal történő összefolyása előtt, egy kis része a folyó bal oldalán (északon), nagyobb része azonban a folyó jobb oldalán (délre) helyezkedik el és ezen déli irányban enyhe emelkedőt mutat Ballainvilliers irányába, a Courtabœuf-fennsík felé. A város területének nyugati végén található a Saulx-les-Chartreux-i tó, amelybe belefolyik az Yvette két kanálisa, illetve később a tóból származó holtág (Morte Eau) visszaömlik az Yvette-be, a város központjánál. Nem sokkal a Nagy utca (régen: Grand rue, ma: rue du Président François Mitterrand) után az Yvette megint kettéágazik, a főág észak felé veszi az irányt, míg a Holt patak (Rivière Morte) délkelet felé, keresztülfolyik a longjumeau-i mezőkön, majd a Gravigny-Balizy-i vasútállomás közelében újracsatlakozik az Yvette-hez. Délkeletről Ballainvilliers határától folyik a Rouillon patak, amely a folyó jobb oldalról folyik az Yvettebe nem sokkal a Gravigny-Balizy-i vasútállomás után. Egy kis mesterséges tó található a kastélyparkban is, mely mellett egy nyilvános mosdó is van.

### Domborzat és geológia
Eredetileg Longjumeau egy völgyvonalban feküdt, az Yvette folyó völgyének keleti szélén, mely egy kissé mély völgy északról az Orly-fennsíkkal és délről a Hurepoix-val határolva, a Szajnai peneplén közvetlen közelében. A város növekedésével fokozatosan népesültek be az északi és déli lejtők, melynek értelmében a település legkisebb magassága 40 méter, a legnagyobb 93 méter. A Francia Földrajzi Társaság által elhelyezett földrajzi jelzőkövek segítségével tanulmányozható a város domborzata. A folyó egy enyhe emelkedőn megy át, ahogyan azt tanúsítja egy útikő a város Saulx-les-Chartreux-höz közeli nyugati határánál (46 méteres magasság), illetve egy másik útikő a város keleti határánál Épinay-sur-Orge-zsal (42 méteres magasság). A város déli szélén Ballainvilliers-vel és Saulx-les-Chartreux-val való határ közelében, a nemzeti N20 autóúton található útikő 92 méteres magasságról tanúskodik. A város északi szélén, a Chilly-Mazarinnal való határ mentén, az ipari parkban található útikő 95 méter magasságban fekszik. Az emelkedés dél felé gyorsul, a Nagy út Yvette-hídja és a kastély között mintegy 20 métert nő. Majd további 400 métert nő. Ennek következtében mintegy 700 métert tesz meg, hogy közel azonos magasságra érjen, mint amilyen magasság van a Longjumeau-i vasútállomás mellett északon. Ahogyan a párizsi medence egésze, a föld Fontainebleu-i homok rétegeiből áll, melyben meulière kövek vannak, emellett márgát és gipszet, mely előre vetíti a mészköves alapot.

### Közeli községek
Longjumeau-nak hosszú határa van északon a szomszédos községgel Chilly-Mazarin-nal, kezdve az északi ipari területtel (Vigne aux Loups). A határ egy részét az Yvette jelöli ki. Északkeletre, a corbeil-i út választja el Morangistól, majd keletre van egy rövid határ Savigny-sur-Orge-zsal. Délkeletre hosszan határos Epinay-sur-Orge-zsal, melyet részlegesen egy lovasút jelöl ki, egészen dél, délnyugatig, a Rouillon patak választja el Ballainvilliers falutól. Nagyjából az N20-as nemzeti út az, ami a Saulx-les-Chartreux-val közös nyugati határt jelöli ki. Északnyugatra található Champlan falu.

### Éghajlat
Longjumeau Île-de-France megyében helyezkedik el, óceáni éghajlata van. Éves átlagban a hőmérséklete 10,8 °C, 15,2 °C-os maximális átlaghőmérséklettel és 6,4 °C-os minimális átlaghőmérséklettel. Év közben júliusban van a legmelegebb átlagban 24,5 °C-kal, januárban a leghidegebb 0,7 °C-kal. Középhőmérséklete 2 °C-kal kevesebb, mint Párizsé, ami a népsűrűség különbségével magyarázható a főváros és az agglomeráció között. A kontinentális éghajlat extrém rekordokat generál, melyek közül a legalacsonyabb -19,6 °C (1985. január 17-én mérték), illetve a legmagasabb 38,2 °C (1952. július 1-jén mérték). A napsütéses órák száma éves átlagban 1798 óra, mely a Loire völgy északi felével vethető össze. A csapadék egyenletesen oszlik el az év folyamán, átlagban havonta 50 milliméter esik, éves összesítésben 598,3 milliméter. Esőzési rekord 1970. június 17-én volt, amikor 78,9 milliméter esett 48 óra alatt.
Longjumeau éghajlata (forrás: A Brétigny-sur-Orge-i mérőállomás havi éghajlati feljegyzései 1948 és 2002 között,)
| Hónap             | Jan  | Feb  | Már  | Ápr  | Máj  | Jún  | Júl  | Aug  | Sze  | Okt  | Nov  | Dec  | Év    |
| ----------------- | ---- | ---- | ---- | ---- | ---- | ---- | ---- | ---- | ---- | ---- | ---- | ---- | ----- |
| Átlagos min °C    | 0,7  | 1,0  | 2,8  | 4,8  | 8,3  | 11,1 | 13,0 | 12,8 | 10,4 | 7,2  | 3,5  | 1,7  | 6,4   |
| Átlagos °C        | 3,4  | 4,3  | 7,1  | 9,7  | 13,4 | 16,4 | 18,8 | 18,5 | 15,6 | 11,5 | 6,7  | 4,3  | 10,8  |
| Átlagos max °C    | 6,1  | 7,6  | 11,4 | 14,6 | 18,6 | 21,8 | 24,5 | 24,2 | 20,8 | 15,8 | 9,9  | 6,8  | 15,2  |
| Napsütéses órák h | 59   | 89   | 134  | 176  | 203  | 221  | 240  | 228  | 183  | 133  | 79   | 53   | 1798  |
| Csapadék mm       | 47,6 | 42,5 | 44,4 | 45,6 | 53,7 | 51,0 | 52,2 | 48,5 | 55,6 | 51,6 | 54,1 | 51,5 | 598,3 |

### Közlekedés

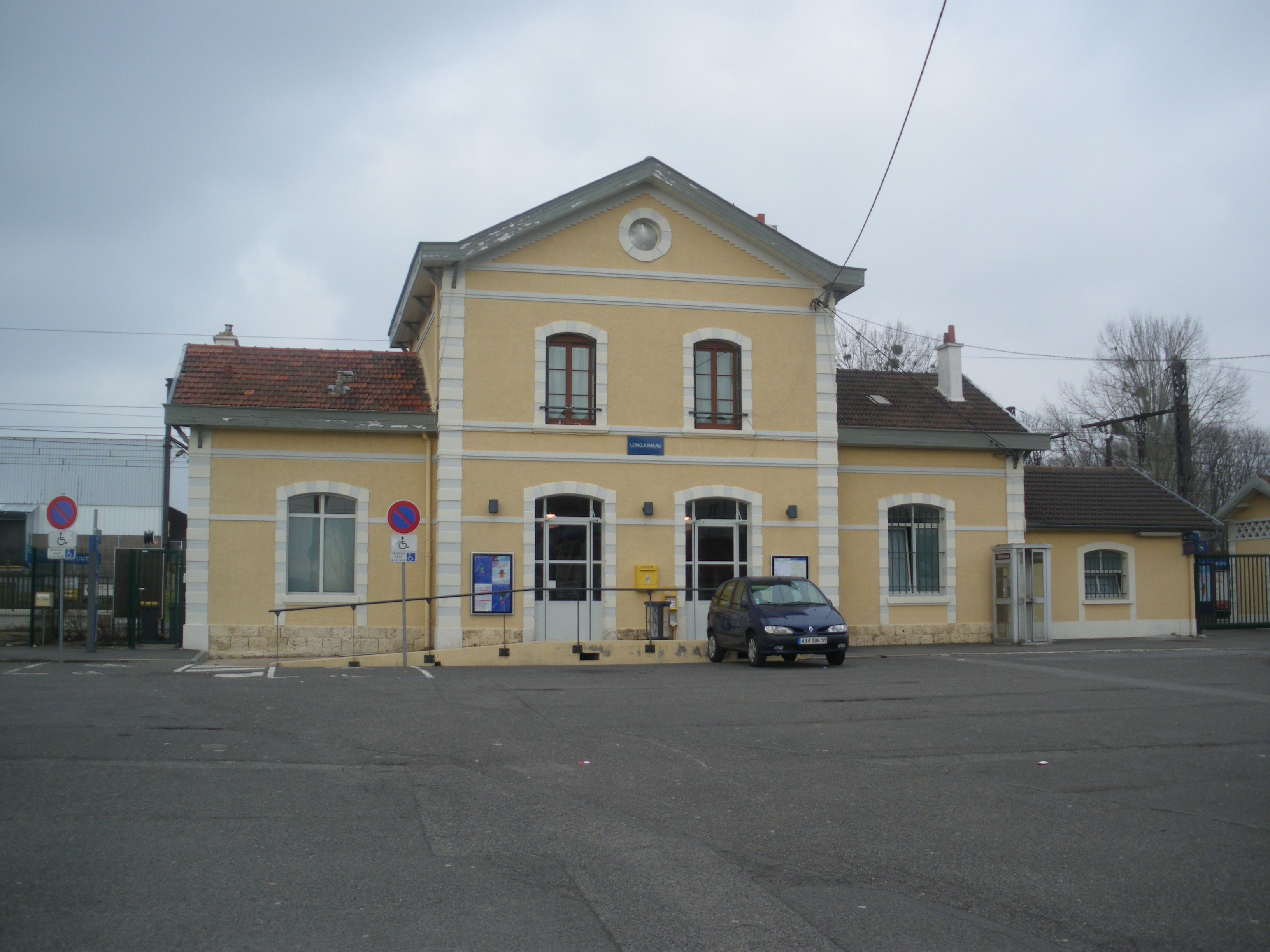
A longjumeaui vasútállomás.

A két fő útvonal, mely elhalad Longjumeau mellett az N20-as nemzeti autóút a községtől nyugatra és az A6-os autópálya északkeletre. Ezen két út gyors összeköttetést tesznek lehetővé a fővárossal, az Orléans-i kapun (Porte d’Orléans) mindkettő és az Olasz kapun (Porte d’Italie) keresztül. Két megyei út fut a településen keresztül, az RD 117-es, mely Bièvres-t és Saint-Vraint köti össze, illetve az RD 118-as út, Les Ulis és Athis-Mons között.
Longjumeau északi részén halad a párizsi RER C vonalának C8-as ága, mely a településtől nyugatra található Massy-Palaiseau-i vasútállomás (a RER B vonalának B4-es ága kapcsolódik itt a C8-as ággal, valamint TGV állomás is van itt) és keletre található Juvisy-sur-Orge-i vasútállomás (a RER D a D4-es és D6-os ága, a RER C C4-es és C6-os ága) vasúti csomópontokkal kapcsolja össze a várost. Ezen a vonalon, melynek régi neve: A nagy öv, Longjumeaut két vasútállomás is kiszolgálja: a Longjumeau-i vasútállomás, mely a Vigne aux Loups ipari terület szélén fekszik és a Gravigny-Balizy-i vasútállomás. A város egy része azonban könnyebben elérhető a Chilly-Mazarin-i vasútállomásról. Ezen vasútvonalat 2017-ben felváltja egy vasút-villamosvonal, mely Massy és Évry között fog közlekedni, ennek vonala előreláthatólag egészen a Savigny-sur-Orge-i vasútállomásig a mai vasútvonallal azonos lesz.
A várostól hét kilométerre északkeletre található a Párizs-Orly repülőtér, mely az Orlyval metróvonallal érhető el legegyszerűbben, a RER C C8-as ágán Massy-Palaiseauba menve, majd onnan a RER B B4-es ágán Antonyba. Antony az Orlyval végállomása. További lehetőség a 91.06-os busz, mely Massy-Palaiseau TGV állomása mellől indul és az Orly reptérre szállít. A Charles de Gaulle repülőtér, mely mintegy 40 kilométerre van északkeletre szintén a RER B-re történő átszállással érhető el közleítőleg 2 óra alatt. Üzleti és magán repülőjáratokat fogad a Toussus-le-Noble repülőtér is, mely 15 kilométerre van északnyugatra Longjumeautól.
A buszközlekedést az RATP (Párizsi közlekedési vállalat) 199-es (Massy-Palaiseau vasútállomás és a városi líceum között jár. A városon belül 7 megállója van), 297-es (mely napközben Antony vasútállomásról, esténként Párizsból indul és a Charles Steber téren van a végállomása Longjumeauban, 6 állomása van a városon belül), a Daniel Meyer buszhálózat négy vonala: a DM12-es (Massy-Palaiseau-ig megy Saulx-les-Chartreux és Villebon-sur-Yvette érintésével), a DM151-es (a párizsi Orléansi kapu (Porte d’Orléans) és Arpajon között közlekedik, érintve a longjumeaui kórházat), a DM152-es (a párizsi Orléansi kapu (Porte d’Orléans) és Nozay között közlekedik szintén a kórház érintésével) és a DM153-as (Massy-Palaiseau és Arpajon között közlekedik), az Optile hálózat Sénart buszainak 55-ös vonala, mely Massy TGV-állomását (Massy-Palaiseau-i vasútállomás mellett) köti össze Lieusaint – Moissy vasútállomásával, mely az RER D vonalán fekszik, Longjumeau területén 2 megállója van, végül a CEAT buszhálózat három busza, melyek a párizsi Denfert-Rochereau vasútállomásra mennek, a 10.07-es La Ferté-Alais-ről, 3 megállóval a városon belül, a 10.20-as és a 10.21-es Angerville-től és Méréville-től, 3-3 megállóval a városon belül.
2010. május 2-án a longjumeaui, ballainvilliers-i és morangisi városi tanács 5 helyi buszjáratot indított el, melyek a három település és Gravingny-Balizy városrészeken közlekednek.

### Településrészek, területek és egyéb területek
A település három jól elkülönülő városrészre oszlik, a város területének nyugati része maga Longjumeau városa, annak régi és újabb részével. Ezt a területet mezőgazdasági föld választja el az északkeletre fekvő Gravigny és a keleten fekvő Balizy falucskáktól, melyeket egymástól az Yvette folyó választ el. Balizy egykor a Templomos lovagrend kommendája volt. A város növekedésével fokozatosan új területek keletkeztek különösen az utóbbi két területen: Fontaine des Joncs (nádasszökőkút), Graviers (föveny), Vignes (szőlő) és Bief (kanális-szakasz) Gravignyban, Porte Jaune (sárga kapu), Chevauchée (lovaglás), Clos de la Commanderie (a kommenda földje), Champtier du Rouillon, Pommiers (almás) és Croix-Rouge (vörös kereszt) Balizyban. A városközpont mellett, Longjumeau több negyedre oszlik, közöttük az ipari területek: Vigne aux Loups a vasútállomástól és a városközponttól északra, a Lumière testvéreké nyugatra, a Parc de Saint-Éloi (Szent Eligiusz park) és a Moulin de Saint-Éloi (Szent Eligius malom) kertvárosi lakónegyedek, melyek a város Chilly-Mazarinnal alkotott határán találhatóak. A várostól délre, az N20-as nemzeti út és a megyei D117-es út között is egy nagy terület található, mely Ballainvilliers határáig terjed. Északról dél felé haladva itt találhatóak az alábbi városrészek: Clos d’Eau (vizes föld), Prairie (mező), Coteaux, Saint-Martin (Szent Márton) és Porte d’Orléans (Orléansi kapu) és a Cerisaie (cseresznyés). Jelenleg ezen déli területek urbanisztikai megújítása folyik.

## A helynév eredete
A város neve feltehetőleg a latin novio magos kifejezésből származik, mely új földterületet jelent, vagy a Noviomellum kifejezésből, mely egy új méztermelő vidékre utal és ez a kifejezés deformálódhatott a Noniumeau alakra.
1217-ben említik először a várost a Longumel néven. César-François Cassini de Thury francia térképész 18. századi térképén a Lonjumeau néven szerepel, a « g » betű nem jelenik meg a névben. Egy nem bizonyított elmélet a Lug gemellum-tól történő származtatást feltételezi. ennek értelmében a város neve Lug kelta istentől származik, mivel a gemellum ikret jelent (ahogyan a francia jumeau is), ezért ezen elmélet hiányossága a másik hely, ahol Lugot tisztelték.

## Története

### Az eredet
A város központjában végzett ásatások segítségével megállapítható, hogy éltek itt emberek már a Római Birodalom alatt, ekkor egy villa rustica nyomára bukkantak, melyben használati tárgyakat találtak, pénzérméket a Krisztus előtti 1. századból. A villa rustica a rómaiak útja mentén feküdt, Lutétia (ma: Párizs) és Cenabum (ma:Orléans) között. Az 1970-es években a merovingek idejéből a 4. századból találtak egy nekropoliszt, melyben egy kagylókat tartalmazó mészkövet is találtak, az egykori plébánia közelében.
A település első említése a 12. századból származik, akkori nevén Nogemel, amely francia királyi birtok volt, VI. Lajos francia király terjesztette ki.

### A kereskedőváros változó urai

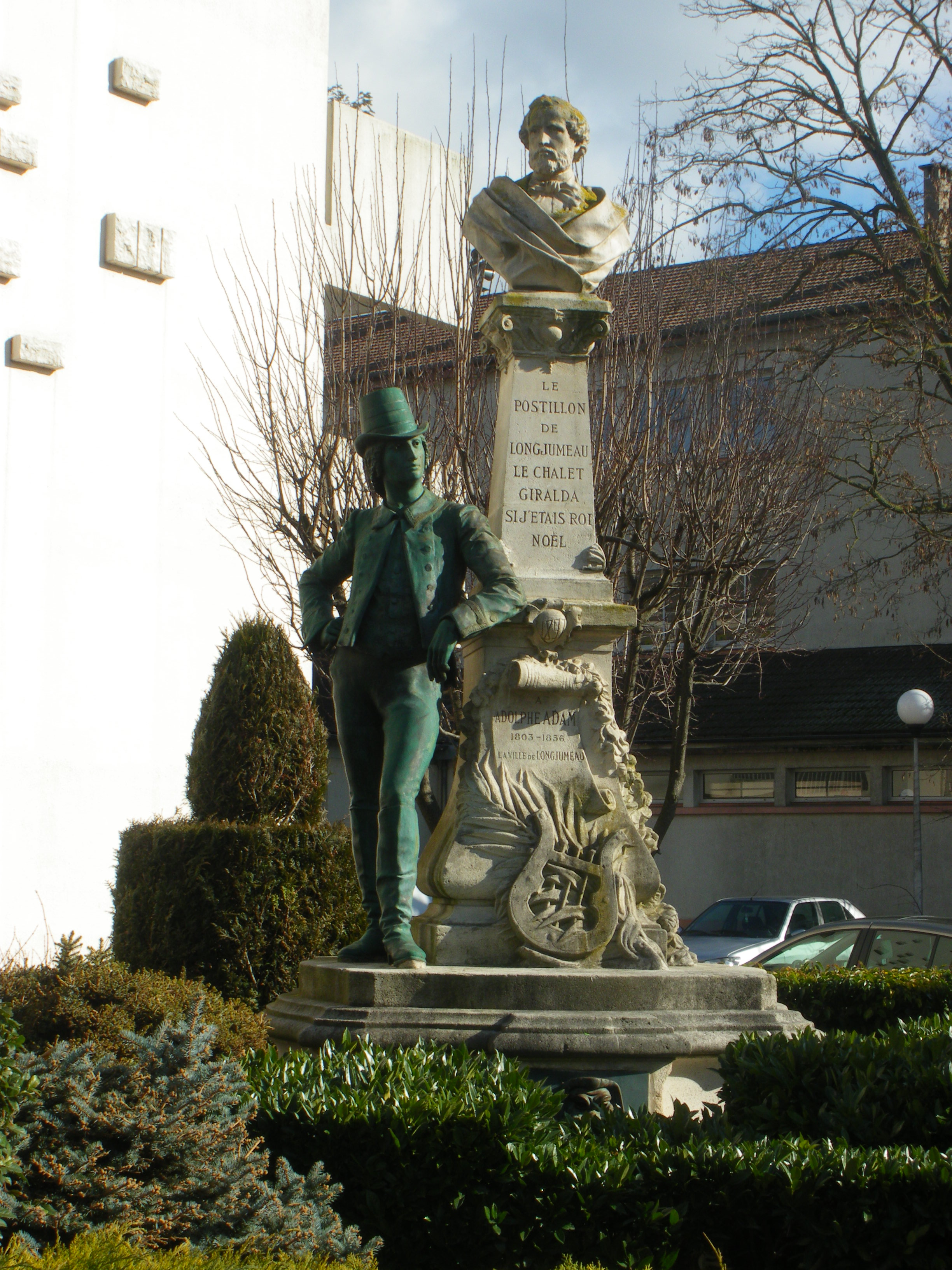
A longjumeaui postamestert megörökítő szobor.

A vikingek inváziójával a 9. században megerősítették a települést. Később az utak biztonságának javulásával a kereskedelem is felvirágzott. Longjumeau a kocsik számára az utolsó útszakasz elérését jelentette Párizsig. Ez (posta)kocsik emlékét örökítette meg Adolphe Adam az 1836-os A lonjumeau-i postakocsis operájában. A város neve az opera címében régies írásmóddal rendelkezik. A plébánia létéről a legkorábbi adat a 13. századból származik, mely a Párizsi Főegyházmegye poliptichjében (francia egyházi urbárium) került megemlítésre.
1211 és 1226 között a Longemel plébániája került megemlítésre a Szent Mór Apátság chartulariumában. 1359-ben a Saint-Denis-székesegyház krónikája egy leprozóriumot (leprásoknak fenntartott kórház) említ meg Longjumeauban. Ebben az időben 1250 körül kezdték el építeni a Szent Márton templomot. A templom kegyurai kezdetben Dreux grófjai és Marche grófjai közül kerültek ki. VI. Kövér Lajos Longjumeau és Chilly (ma: Chilly-Mazarin) egyesített uradalmát fiára, I. Dreux Róbertre hagyományozta.
1234-ben Dreux János (német alakban: Johann von Braine) egy Szent Eligiusz tiszteletére zárdát alapított itt, nem sokkal azelőtt, hogy IX. Lajos francia király az uradalmat Bretagne hercegeinek adományozta. 1293-ban Montfort Anasztázia birtokolta a területet. Szép Fülöp uralkodásának idején ismét királyi birtok lett. Ő volt az, aki a Templomosoknak adományozta a Balizy-i kommendát és rájuk bízta a Szent János ispotály kezelését, itteni birtokát kancellárjának Enguerrand de Marignynek adományozta. Halála után V. Fülöp francia király ajánlotta fel Longjumeaut XXII. János pápa unokaöccsének.
A százéves háború alatt III. Eduárd angol király felégette a helyi templomot, melyben így több száz lakos bennégett 1320-ban Longjumeaut eladja Pierre du Vic V. Fülöp francia királynak, 1325-ben Burgundiai Johanna birtokolja, 1331-ben pedig Valois Fülöp, aki azt Chillyvel együtt átengedte Bretagnei III. Jánosnak, Saint-James (ejtsd: szen zsam) kastélyáért cserébe. Utódai, Montfort János és Blois Károly konfliktusa következtében, Károly lányának, Blois-Châtillon Máriának Anjou I. Lajos kötött házassága révén az Anjoukhoz került.
1438-ban az Yvette felett egy homokkő hidat építettek, amely így a Nagy utca része lett. 1481-ben Anjou V. Károly, Kalábria hercege akaratának megfelelően Longjumeaut és Chillyt visszaadta a királynak, XI. Lajosnak. Halála után fia, VIII. Károly francia király Longjumeau-t Chillyvel együtt Armagnaci Lajosnak, Nemours hercegének adja. II. René, Lotaringia hercege törvénytelenül elfoglalja, majd eladja Gaillard IV. Mihály királyi generálisnak. Az egész uradalom végül 1499-ben került a Gaillardokhoz, amikor azok kifizették a Armagnaci Lajost. A Gaillard család teljes felújítást végeztetett a Szent Márton templomon.

### A reneszánsz és a stabilitás

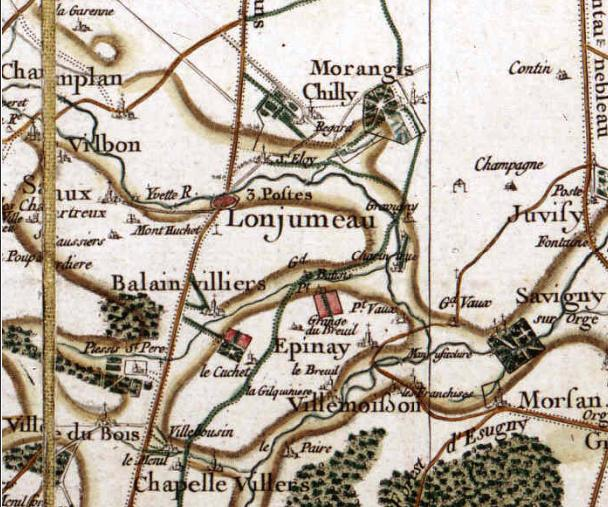
Lonjumeau és környéke Cassini 18. századi térképén.

1562-ben a városban megjelentek a protestánsok, amely a helyi közösség megosztódását okozta, az Hugenották (ügenották) romoblásai miatt. 1568. március 23-án a Delpfin szállóban írták alá a Longjumeau-i békét, mely véget vetett a 2. francia vallásháborúnak (1567-1568). 1596-ban Martin Ruzé de Beaulieu vásárolta meg Chilly és Longjumeau földjét, majd 1624-ben Antoine Coëffier de Ruzé d'Effiatra, későbbi francia marsallra hagyta. Antoine lánya, Marie Coëffier de Ruzé d’Effiat feleségül ment Charles de La Porte márkihoz és fiuk, Armand-Charles de La Porte de La Meilleraye lett később Chilly márkija (marquis de Chilly), Longjumeau grófja (comte de Longjumeau) és Massy bárója (baron de Massy). Armand-Charles de la Porte 1661-ben feleségül vette Hortense Mancinit, aki Jules Mazarin bíboros unokahúga volt, ennek következtében Armand-Charles Mazarin hercege is lett. Ebben az időben épült meg a plébánia is.
1785-ben megépült a Szent Márton malom. Ezen család építette fel a 18. században a Nativelle kastélyt (akkoriban Szent Cirusz telek – Le clos Saint-Cyr). Louise d'Aumont esküvőjével IV. Honoré monacoi nagyherceggel, aki így Longjumeau utolsó tényleges ura volt. A francia forradalomban a nemesi kiváltságokat megszüntették. 1790-ben Longjumeau-t kantonközponttá tették, melyhez eredetileg 10 község tartozott, 1800-tól pedig 25. Ebben az évben épült fel a Chambourg kastély is.

### Jelenkori történelem

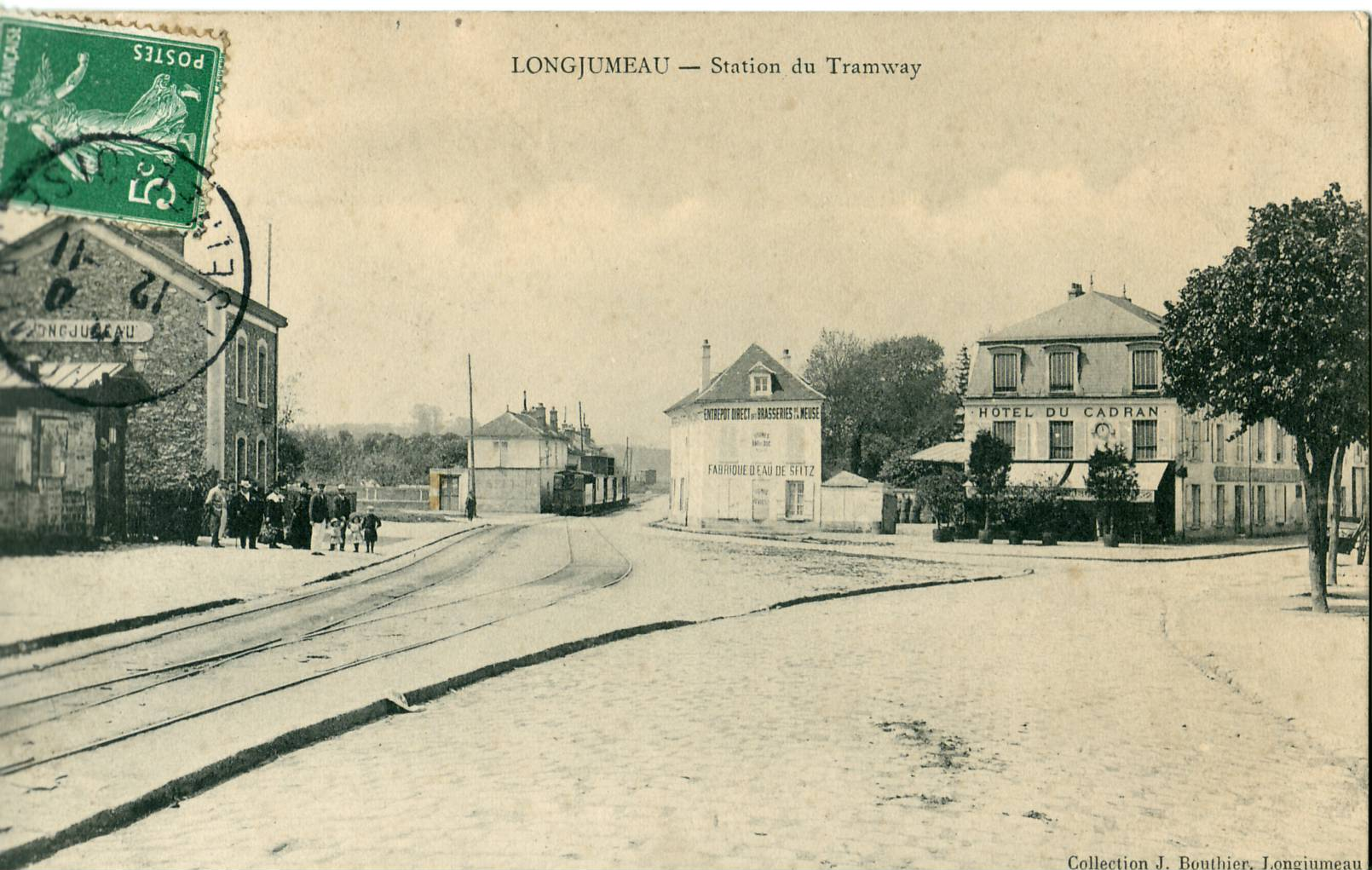
Az egykori Longjumeau-i villamosmegálló (a Párizs-Arpajoni vonal egyik megállója volt Longjumeau.

1874-ben a községi tanács helyiséget jelölt ki a községi tanítónak és az osztályoknak. 1883-ban az iskolát visszavette a plébánia és 1887-ben a Versaillesi Jóléti Társasághoz csatolták, aki kiépítette a későbbi Szent Anna iskolát (école Sainte-Anne). 1883-ban elkészült a „Nagy öv”, mely Longjumeau-n keresztül összekötötte Versailles-t Juvisy-sur-Orge-zsal. 1893-ban üzembe helyezték az arpajoni villamost, mely Longjumeaun át kötötte össze Arpajont Párizzsal. 1897. május 23-án a községi tanács Adolphe Adam A lonjumeau-i postakocsis operájának díjazásáért felavatták a szerző bronzszobrát.
Mivel a lakosság gyors ütemben nőtt, 1908-ban új Posta- és Telekommunikációs Épületet alapítottak. 1909-ben történt a legsúlyosabb baleset az arpajoni villamosvonalon, mintegy 12 ember halt meg és 40 megsérült. 1911 májusától augusztusig Vlagyimir Iljics Lenin számüzetésének idején Longjumeau-ban lakott a Nagy utca 91-ben (ma: François Mitterrand elnök útja – Rue du président François Mitterrand).
1938-ban Maljean orvos, a párizsi előkelő Lutetia Szálló tulajdonosa, megvásárolt a Saint-Cyr ingatlant (vagyis a Nativelle kastélyt), majd eladta azt Claude-Adolphe Nativellenek. 1941-ben a Harmadik Birodalom katonái elfoglalják a Szent Anna iskolát, ahol parancsnokságot rendeztek be. A várost a 2. fegyveres hadosztály szabadította fel 1944. augusztus 24-én, a szövetségesek ellenőrzőpontot állítottak fel itt. Alekszandr Vasziljevics Kolcsak felesége, Szófia Kolcsak, miután elmenekült Szevasztopolból, Párizsban élt és a longjumeau-i kórházban halt meg 1956-ban.
1954-ben befejeződött az N20-as nemzeti autóút építése, mely már nem haladt keresztül a városon, így jelentősen tehermentesítve a központot. 1953-ban elkezdik az A6-os autópálya építését, melyet 1960-ban adnak át a forgalomnak. A 60-as éveket a francia gazdasági és demográfiai növekedés (az 1945-1975 közötti időszak, francia nevén „Trente Glorieuses” vagyis a harminc dicsőséges esztendő), valamint a gyarmatbirodalom felbomlásával kezdődő immigrációs hullám (a „feketelábúak exodusa”) jellemezte. Elsősorban az egykor gyarmatokon élő és visszatelepült franciáknak kezdték építeni 1960-ban a Villa Saint-Martin, 1963-ban a Lacroix-Breton, 1965-ben a Côteaux, 1967-ben a Bel-Air és at Arcades és végül 1968-ban a Rocade lakóterületeket. 1965-ben építették az Yvette klinikát, melyet 1968-ban, 1982-ben és 1991-ben bővítettek. 1967-ben átadták a zeneiskolát.
1972-ben a város megvette a Nativelle kastélyt, eredetileg azért, hogy ott rendezze be városházát, valamint egy új postahivatalt is építettek. 1997-ben a kastély lett a városi könyvtár, miután az új városháza megépült. 1974-ben az Emmaüs közösség megszerezte a Chambourg kastélyt, ahol berendezték a saját termeiket. 1978-ra épült meg a Jacques Prévert Líceum. 1979-re épült meg a színház.
1997-ben adták át a Történeti és Régészeti Múzeumot, az egykori Delpfin Szállóban. 2010. július 25-én a községben indult a Tour de France 2010-es versenyének az utolsó szakasza.

### Legendák, anekdoták
- d'Aumont Louise IV. Honoré monacói herceggel kötött 1771-es házassága révén a Grimaldiak Longjumeau grófjának címét is viselik, amely címet ma II. Albert monacói herceg visel.

## Népesség
| Lakosok száma | 21 657 | 21 724 | 21 838 | 21 221 | 20 964 | 21 269 | 21 105 | 20 620 | 20 470 |
|               | 2013   | 2015   | 2016   | 2017   | 2018   | 2019   | 2020   | 2021   | 2022   |